# Polycarpa clavata
Polycarpa clavata är en sjöpungsart som beskrevs av Hartmeyer 1919. Polycarpa clavata ingår i släktet Polycarpa och familjen Styelidae. Inga underarter finns listade i Catalogue of Life.